# Миш, пуж и кер
Миш, пуж и кер је први албум бенда Пикник, објављен 2007. године.
Миш, Пуж и Кер представљају локалне силеџије који ненајављени упадају на журке. Не верујем да тога данас има, али некад се то редовно дешавало, сетиће се они старији који су почетком деведесетих журковали по Новом Саду.— Мирослав Мајкић (Гос’н Бандар)